# Arévalo de la Sierra
Arévalo de la Sierra ist ein Ort und eine zur bevölkerungsarmen Serranía Celtibérica gehörende Gemeinde (municipio) mit nur noch 70 Einwohnern (Stand: 2024) in der Provinz Soria im Osten der autonomen Gemeinschaft Kastilien-León in Spanien. Neben dem Hauptort Arévalo de la Sierra gehören die Ortschaften Torrearévalo und Ventosa de la Sierra sowie die Wüstung Castellanos de la Sierra zur Gemeinde. 

## Lage
Arévalo de la Sierra liegt ca. 19 Kilometer (Fahrtstrecke) nordnordöstlich der Provinzhauptstadt Soria in einer Höhe von ca. 1210 m. Das Klima ist gemäßigt bis warm; Regen (ca. 777 mm/Jahr) fällt hauptsächlich im Winterhalbjahr.

## Bevölkerungsentwicklung
| Jahr      | 1970 | 1981 | 1991 | 2001 | 2011 | 2021 |
| Einwohner | 251  | 167  | 134  | 96   | 84   | 73   |

Infolge der Mechanisierung der Landwirtschaft, der Aufgabe bäuerlicher Kleinbetriebe und des daraus resultierenden geringeren Arbeitskräftebedarfs ist die Einwohnerzahl seit der Mitte des 20. Jahrhunderts deutlich zurückgegangen.

## Sehenswürdigkeiten
- Kirche Mariä Himmelfahrt
- Christuskapelle